# Susanna Thompson
Susanna Thompson (San Diego (Californië), 27 januari 1958) is een Amerikaanse actrice.

## Biografie
Thompson heeft haar bachelor in drama gehaald aan de San Diego State University in haar geboorteplaats San Diego (Californië).

## Filmografie

### Films
- 2021: Malignant - als Jeanne
- 2018: The Public - als Marcy Ramstead
- 2007: American Pastime – als Shirley Burrell
- 2005: The Ballad of Jack and Rose – als Miriam Rance
- 2002: Dragonfly – als Emily Darrow
- 2000: High Noon – als Amy Kane
- 1999: Random Hearts – als Peyton Van Den Broeck
- 1998: The Lake – als Denise Hydecker
- 1997: In the Line of Duty: Blaze of Glory – als Sylvia Whitmire
- 1996: Ghosts of Mississippi – als Peggy Lloyd
- 1996: Bermuda Triangle – als Grace
- 1996: America's Dream – als Beth Ann
- 1994: A Promise Kept: The Oksana Baiul Story – als Marina Baiul
- 1994: Alien Nation: Dark Horizon – als Lorraine Clark
- 1994: Little Giants – als Patty Floyd
- 1994: When a Man Loves a Woman – als Janet
- 1994: MacShayne: The Final Roll of the Dice – als Janet
- 1993: Slaughter of the Innocents – als Connie Collins
- 1993: Ambush in Waco: In the Line of Duty – als Meg
- 1992: Calender Girl, Cop, Killer? The Bambi Bembenek Story – als Christine
- 1992: A Women Scorned: The Betty Broderick Story – als receptioniste

### Televisieseries
Uitgezonderd eenmalige gastrollen.
- 2023: Truth Be Told - als Sybil Hackman - 5 afl.
- 2012 – 2020: Arrow – als Moira Queen – 48 afl.
- 2016 - 2018: Timeless - als Carol Preston - 12 afl.
- 2006 – 2015: NCIS – als Hollis Mann – 8 afl.
- 2010: Cold Case – als Diane Yates (2010) – 3 afl.
- 2009: Kings – als Queen Rose Benjamin – 12 afl.
- 2007: The Gathering – als Elaine Tanner – miniserie
- 2006: The Book of Daniel – als Judith Webster – 8 afl.
- 2005: Medical Investigation – als dr. Kate Ewing – 3 afl.
- 2003 – 2004: Still Life – als Charlotte Morgan – 5 afl.
- 1999 – 2002: Once and Again – als Karen Sammler – 49 afl.
- 1999 – 2000: Star Trek: Voyager – als Borg Queen – 4 afl.
- 1998: Prey – als Jane Daniels – 2 afl.
- 1995: NYPD Blue – als Joyce Novak – 2 afl.
- 1992: Civil Wars – als Susan Phelan – 2 afl.

- Gemeinsame Normdatei: 1338306995
- International Standard Name Identifier: 0000 0000 5211 7594
- Library of Congress Control Number: no2003071712
- MusicBrainz: f070cb6d-aab2-44bd-8dc0-a9081fbb369d
- Nationale Bibliotheek van Tsjechië: xx0170664
- SNAC: w6hv7jh3
- Virtual International Authority File: 2159114
- WorldCat: E39PBJmDgt8btXrx3GCM7tPRKd